# Monopoly Nintendo Collector's Edition
 (avril 2025).
Motif : WP:CAA non respectés
- Archive Wikiwix
- Bing
- Cairn
- DuckDuckGo
- E. Universalis
- Gallica
- Google
- G. Books
- G. News
- G. Scholar
- Persée
- Qwant
- (zh) Baidu
- (ru) Yandex
- (wd) trouver des œuvres sur Wikidata

| 1. | Préciser le motif de la pose du bandeau. | Précisez le motif de la pose du bandeau en utilisant la syntaxe suivante : {{admissibilité à vérifier\|date=avril 2025\|motif=remplacez ce texte par le motif}}                                            |
| 2. | Informer les utilisateurs concernés.     | Pensez à avertir le créateur de l'article, par exemple, en insérant le code ci-dessous sur sa page de discussion : {{subst:avertissement admissibilité à vérifier\|Monopoly Nintendo Collector's Edition}} |

Le Monopoly Nintendo Collector's Edition est un jeu de société dérivé du célèbre jeu Monopoly créé en 1934 par Charles Darrow, vendeur d’équipements de chauffage américain au chômage. Le but du jeu étant de ruiner ses adversaires.
Nintendo est une entreprise multinationale japonaise fondée en 1889 par Fusajiro Yamauchi près de Kyōto au Japon.
À ses débuts, la société produisait des cartes à jouer japonaises.
À partir des années 1980, Nintendo s’est lancé dans le marché des consoles et des jeux vidéo. Elle est depuis l’un des leaders de ce marché.
Le Monopoly Nintendo, version éditée uniquement en Anglais, est un jeu de société avec les règles de base du Monopoly, adapté à l'univers des licences vidéoludiques de Nintendo. Les propriétés ne sont plus des lieux mais des personnages de la marque (Mario, Link, etc.).

## Contenu du jeu
- Plateau de jeu,
- 28 cartes titre de propriété,
- 1 liasse de billets de banque Monopoly Nintendo Collector's Edition,
- 16 cartes ? Block (Chance),
- 16 cartes Coin Block (Caisse de communauté),
- 32 Power-Ups (maisons) et 12 Invincibility (hôtels),
- 6 pions,
- 2 dés,
- Règle du jeu.

## Règles de base du Monopoly
Les propriétés sont groupées par couleurs. Dès qu’un joueur est en possession de l’ensemble des propriétés d’une même couleur, il est en mesure d’y construire des maisons et des hôtels, le joueur possède donc un monopole. Il doit construire uniformément : il ne peut y avoir plus d’une maison de différence entre deux terrains de la même couleur (un hôtel correspond à 5 maisons). De plus, on ne peut construire qu’un seul hôtel par terrain.

### Déroulement
Le jeu se déroule en tour par tour, avec deux dés ordinaires à 6 faces. Chaque joueur lance les dés, avance son pion sur le parcours, puis selon la case sur laquelle il s’arrête effectue une action correspondante :
- Un terrain, une gare ou un service public n’appartenant à personne : il a alors le droit de l’acheter. S’il n’exerce pas son droit de préemption, le banquier met le terrain aux enchères sans prix de départ prédéfini.
- Un terrain, une gare ou un service public lui appartenant : rien ne se passe.
- Un terrain, une gare ou un service public appartenant à quelque autre joueur : il lui paye la somme due pour une nuitée passée sur ce terrain.
- Case Chance : il tire une carte Chance. Cette case ne porte pas nécessairement chance : il peut en effet s’agir d’une amende. Chance (en français) est une adaptation de Chance (en anglais) qui signifie plutôt hasard.
- Case Caisse de Communauté : il tire une carte Caisse de Communauté.
- Case taxe de luxe : il en paye le montant à la banque.
- Case Départ : il gagne 200 €.
- Case impôts sur le revenu : il paye 200 à la banque ou 10 % de ses gains.
- Case Allez en Prison : il va en prison et place son pion sur la case prison.
- Case Simple visite : case neutre.
- Case Prison : il applique les règles pour en sortir.
- Case Parc gratuit : case neutre

### Fin du jeu
Le vainqueur est le dernier joueur n’ayant pas fait faillite et qui possède de ce fait le monopole (mais en revanche ne dispose plus d’aucun client potentiel).

### Variantes
Il existe de nombreuses règles « maison » qui ne figurent pas sur la notice du jeu original mais proviennent de variante :  Tel que toucher une double paie si on arrête sur la case Départ (édition voyage), que toutes les amendes financent un pot, placé au milieu du plateau, que le joueur qui s’arrête sur la case Parking Gratuit récolte (édition junior), ou achat illimité d’hôtels par case d’une couleur possédée, etc.
La règle officielle est formelle : lorsqu’on est en prison, on ne paie plus de loyers, tandis que l’on continue à les encaisser. Dans les années 1960 en France, cela paraissait immoral et une règle de substitution fréquente était qu’on ne touchât aucun de loyer durant sa période d’emprisonnement.
- Une autre variante était de ne pas mettre les terrains aux enchères.

## Détail du contenu du jeu, les différences avec le Monopoly classique

### Billets
Chaque billet est à l'effigie de Mario, à chaque fois dans une position différente. Les valeurs de chacun des billets restent les mêmes que celles du Monopoly classique (1 $, 5 $, 10 $, 20 $, 50 $, 100 $, 500 $), la devise de ce jeu est le dollar.

### Propriétés
Les propriétés constructibles de ce jeu ne sont pas des lieux mais des personnages phares de Nintendo. Les gares sont des moyens de transports apparaissant dans les jeux.
- Roses : Waluigi 60 $ / Wario 60 $
- Bleu clair : Slippy Toad 100 $ / Falco Lombardi 100 $ / Fox McCloud 120 $
- Violettes : Meta Knight '140 $ / King Dedede 140 $ / Kirby 160 $
- Orange : Metroid 180 $ / Ridley 180 $ / Samus Aran 200 $
- Rouges : Toad 220 $ / Princess Peach 220 $/ Yoshi 240 $
- Jaunes : Dixie Kong 260 $ / Diddy Kong 260 $ / Donkey Kong 280 $
- Vertes : Ganondorf 300 $ / Princess Zelda 300 $ / Link 320 $
- Bleu foncé : Luigi 350 $ / Mario 400 $
- Gares : Mario Kart / Blue Falcon / Warpstar / Arwing 200 $
- Services publics : Piranha plant 150 $ / Warp pipe 150 $

### Pions
Chaque joueur choisi un pion au début de la partie pour se déplacer sur le plateau parmi ces 6:
- Les bottes de Link
- Le bouclier de Link
- La casquette de Mario
- Une carapace de Koopa
- Un tonneau DK
- Une manette NES

### Autres cases du plateau
- Coin Block (*3: sur la première, deuxième et quatrième avenue) ("Caisse de communauté" pour la version originale française)
- ? Block (*3: sur la première, troisième et quatrième avenue) ("Chance" pour la version originale française)
- "1-UP, pay 10% or 200 $"("Impôt sur le revenu" pour la version originale française)
- "Treasure chest deposit, pay 75 $" ("Taxe de luxe" pour la version originale française)

Cases de virages (dans l'ordre):
- Go (Départ)
- Visiting just in jail (Simple visite en prison)
- Free Parking (Parc Gratuit)
- Go to jail (Allez en prison)

### Power-ups et Invincibility
Dans ce jeu, on achète des Power-ups et Invincibility à la place des maisons et hôtels. Ils servent en quelque sorte à renforcer son personnage, comme dans un jeu RPG. Ces Power-ups et Invincibility, achetés, font payer plus cher le loyer de stationnement sur une propriété (voir Monopoly).

### Plateau du jeu
| Go ⇒                              | Go ⇒                              | Go ⇒                              | Waluigi — $ 60     | Coin Block        | Wario — $ 60  | 1-UP, pay 10% or — $ 200 | Mario Kart — $ 200 | Slippy Toad — $ 100 | ? Block  | Falco Lombardi — $ 100 | Fox McCloud — $ 120 | visiting              | visiting              |                       |
| Collect $ 200 salary as you pass. | Collect $ 200 salary as you pass. | Collect $ 200 salary as you pass. | Waluigi — $ 60     | Coin Block        | Wario — $ 60  | 1-UP, pay 10% or — $ 200 | Mario Kart — $ 200 | Slippy Toad — $ 100 | ? Block  | Falco Lombardi — $ 100 | Fox McCloud — $ 120 | In Jail               | In Jail               | Only                  |
|                                   |                                   |                                   |                    | Coin Block        |               | 1-UP, pay 10% or — $ 200 | Mario Kart — $ 200 |                     | ? Block  |                        |                     | In Jail               | In Jail               | Only                  |
| Mario — $ 400                     | Mario — $ 400                     |                                   | Monopoly           | Monopoly          | Monopoly      | Monopoly                 | Monopoly           | Monopoly            | Monopoly | Monopoly               | Monopoly            |                       | Meta Knight — $ 140   | Meta Knight — $ 140   |
| Treasure chest deposit — $ 75     | Treasure chest deposit — $ 75     | Treasure chest deposit — $ 75     | Monopoly           | Monopoly          | Monopoly      | Monopoly                 | Monopoly           | Monopoly            | Monopoly | Monopoly               | Monopoly            | Piranha plant — $ 150 | Piranha plant — $ 150 | Piranha plant — $ 150 |
| Luigi — $ 350                     | Luigi — $ 350                     |                                   | Monopoly           | Monopoly          | Monopoly      | Monopoly                 | Monopoly           | Monopoly            | Monopoly | Monopoly               | Monopoly            |                       | King Dedede — $ 140   | King Dedede — $ 140   |
| ? Block                           | ? Block                           | ? Block                           | Monopoly           | Monopoly          | Monopoly      | Monopoly                 | Monopoly           | Monopoly            | Monopoly | Monopoly               | Monopoly            |                       | Kirby — $ 160         | Kirby — $ 160         |
| Arwing — $ 200                    | Arwing — $ 200                    | Arwing — $ 200                    | Monopoly           | Monopoly          | Monopoly      | Monopoly                 | Monopoly           | Monopoly            | Monopoly | Monopoly               | Monopoly            | Blue Falcon — $ 200   | Blue Falcon — $ 200   | Blue Falcon — $ 200   |
| Link — $ 320                      | Link — $ 320                      |                                   | Monopoly           | Monopoly          | Monopoly      | Monopoly                 | Monopoly           | Monopoly            | Monopoly | Monopoly               | Monopoly            |                       | Metroid — $ 180       | Metroid — $ 180       |
| Coin Block                        | Coin Block                        | Coin Block                        | Monopoly           | Monopoly          | Monopoly      | Monopoly                 | Monopoly           | Monopoly            | Monopoly | Monopoly               | Monopoly            | Coin Block            | Coin Block            | Coin Block            |
| Princess Zelda — $ 300            | Princess Zelda — $ 300            |                                   | Monopoly           | Monopoly          | Monopoly      | Monopoly                 | Monopoly           | Monopoly            | Monopoly | Monopoly               | Monopoly            |                       | Ridley — $ 180        | Ridley — $ 180        |
| Ganondorf — $ 300                 | Ganondorf — $ 300                 |                                   | Monopoly           | Monopoly          | Monopoly      | Monopoly                 | Monopoly           | Monopoly            | Monopoly | Monopoly               | Monopoly            |                       | Samus Aran — $ 200    | Samus Aran — $ 200    |
|                                   | Go to Jail                        |                                   |                    | Warp pipe — $ 150 |               |                          | Warpstar — $ 200   |                     |          | ? Block                |                     |                       | Free Parking          |                       |
| Donkey Kong — $ 280               | Go to Jail                        | Diddy Kong — $ 260                | Dixie Kong — $ 260 | Warp pipe — $ 150 | Yoshi — $ 240 | Princess Peach — $ 220   | Warpstar — $ 200   | Toad — $ 220        |          | ? Block                |                     |                       | Free Parking          |                       |